# Orde de Tiron
L'Orde de Tiron era un orde monàstic fundat el 1109 a Thiron-Gardais (Eure-et-Loir, Centre) per Bernat d'Abbeville. Va subsistir fins al 1627, quan els monestirs de l'orde s'integraren a la Congregació Benedictina de Sant Maur. Els monjos n'eren anomenats tironencs (tironiens en francès) i posposaven al nom les sigles O.S.B.Tiron

## Fundació
Bernat d'Abbeville era monjo benedictí a Saint-Savin-sur-Gartempe; desitjós de fer vida eremítica, fou autoritzat a deixar el monestir i es va retirar com a eremita al bosc de Craon (Anjou) on es posà sota la direcció espiritual de Robert d'Arbrissel, que després fundaria l'orde de Fontevrault, i on coneixeria altres reformadors monàstics com Vidal de Savigny i Raül de La Futaie.
S'establí al bosc de La Guierche i constituí una comunitat amb els deixebles que s'hi havien aplegat. Això no obstant, la proximitat de les comunitat de Vidal de Savigny feia difícil que s'hi desenvolupés. Va marxar llavors a La Perche, en terres del comte Rotrou III el Gran, que li oferí Arcisses (Brunelles) perquè s'hi establís. La mare del comte, favorable als cluniacencs, s'hi oposà i en revocà la donació. Rotrou donà a Bernat una altra terra al bosc, prop de l'actual vila de Thiron. Bernat hi edificà el primer monestir (avui en queda una capella dedicada a Santa Anna, prop d'un estany) i hi celebrà la primera missa la Pasqua de 1109, amb el bisbe Yves de Chartres.
Els cluniacencs del proper monestir de Saint-Denis de Nogent van presentar objeccions al lloc i Bernat va deixar-lo; amb l'autorització del bisbe de Chartres, s'establí a la parròquia de Gardais, on s'aixecà el monestir de Thiron en 1114. Bernat havia establert una regla de vida que es basava en la Regla de Sant Benet, interpretada de manera similar a la dels cistercencs, que n'emfatitzaven l'austeritat i el retir, i el compliment rigorós de la regla. Vestien hàbit gris i foren anomenats, per això, monjos grisos.

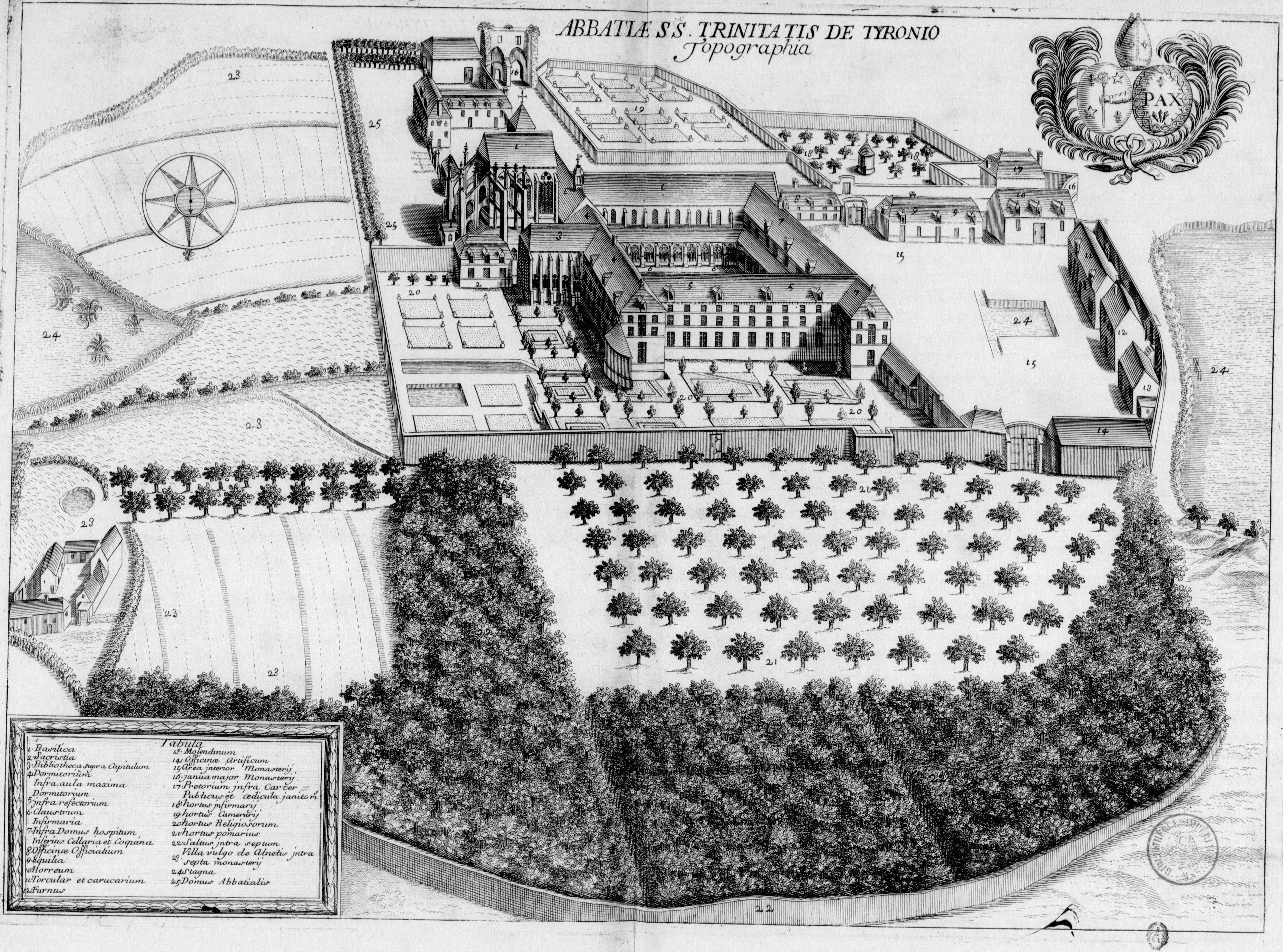
Abadia de Tiron, gravat del Monasticon Gallicanum, s. XVII
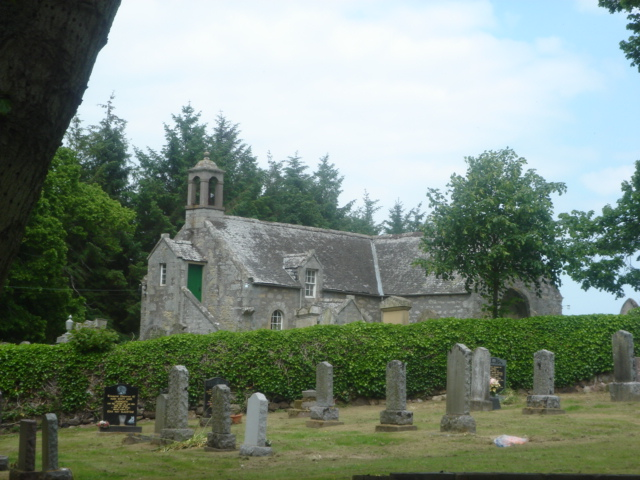
Priorat de Fogo (Escòcia)
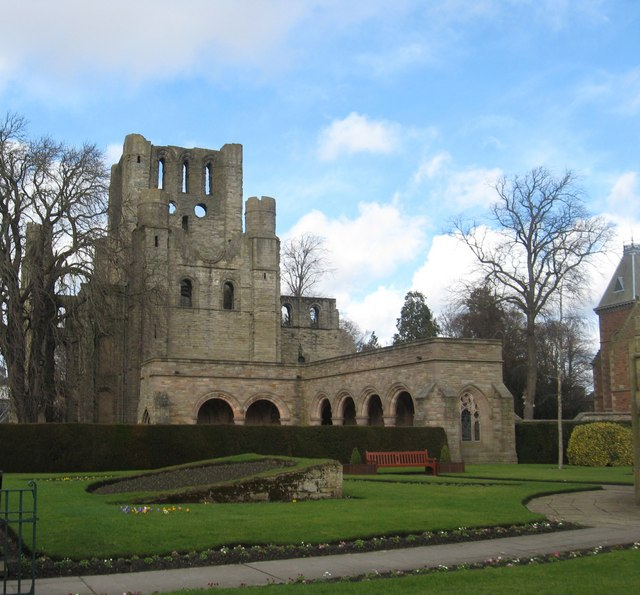
Abadia de Kelso (Escòcia)
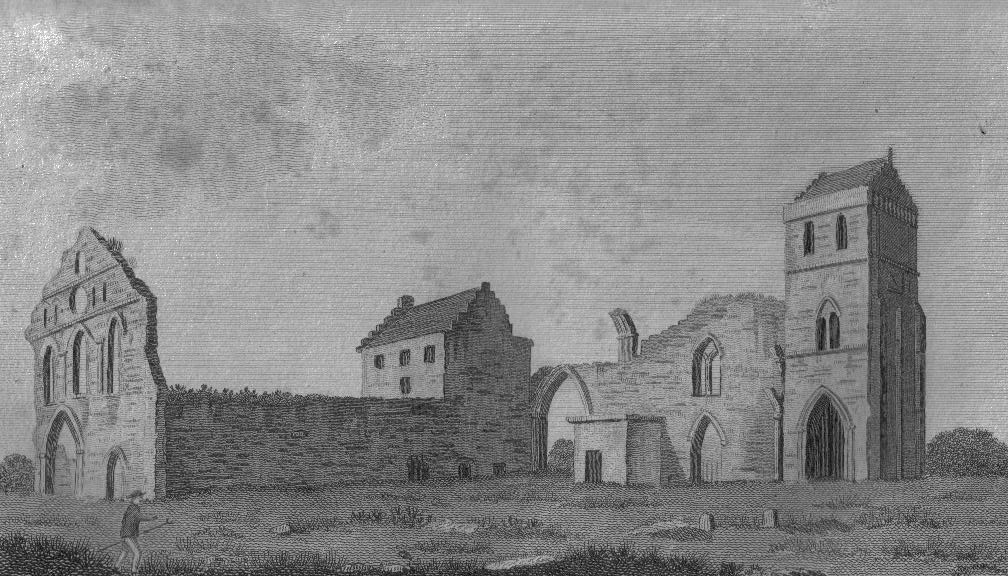
Abadiad de Kilwinning en 1789

## Expansió
Al monestir, cada monjo mantenia l'ofici que havia tingut abans d'ingressar-hi; així, hi havia fusters, ferrers, tallistes, picapedrers, pagesost, etc., que feren de les abadies tironenques importants centres d'artesania i innovacions en tècniques agrícoles.
Quan el monestir de Tiron va arribaar als cinc-cents monjos, dos-cents en foren enviats fora a fundar priorats que dependrien de Tiron.
La reputació de rigor de l'orde va fer que fossin cridats pel rei David I d'Escòcia perquè colonitzessin terres d'Escòcia fundant-hi comunitats, com també feu Lluís VI de França, que posà l'orde sota protecció reial en 1122. Cap a la segona meitat del segle xii va arribar a tenir una gran influència i més de 120 priorats i abadies al nord-oest de França, Irlanda i la Gran Bretanya.

### Algunes abadies de l'orde
- 1114: priorat de Saint Jean et Saint Paul de Bouche d'Aigre (Romilly sur Aigre, Eure-et-Loir)
- 1115: priorat de Saint Georges de Cintry (Epieds en Beauce, Loiret), priorat de Saint Epain et St Gervais (Ablis, Yvelines)
- 1116: abadia de Notre-Dame de Jougdieu (Saint-Georges-de-Reneins, Roine)
- 1117: priorat de Saint Gilles de Châtaigners (Soizé, Eure-et-Loir), priorat de Saint André d'Ecoman (Vievy-le-Rayé, Loire-et-Cher), priorat de Saint Blaise de Luy (Grémonville, Seine-Maritime)
- 1118: abadia de Notre-Dame d'Asnières (Cizay la Madeleine, Maine-et-Loire)
- 1120: priorat de Notre-Dame du Loir (Le Thieulin, Eure-et-Loir), priorat de Notre-Dame Sainte Croix du grand Teil aux Moines (Chapelle Viviers, Vienne), priorat de La Madeleine au Jardy (Marnes-la-Coquette, Hauts-de-Seine)
- 1124: priorat de Sainte Radegonde (Tigery, Essonne)
- 1125: priorat de Notre-Dame d'Arable (Dormans, Marne)
- 1130: priorat de la Madeleine d'Oisème (Gasville, Eure-et-Loir), priorat de Saint Barthélémy du Vieux Charencey (Saint Maurice-les-Charencey, Orne)
- 1131: priorat de la Madeleine-sur-Seine (Vernon, Eure)
- 1132: priorat de Saint Blaise de Septfaux (Arthon-en-Retz, Loire Atlantique), abadia de Saint Laurent du Gué de L'Aunay (Vibraye, Sarthe)
- 1133: priorats de Notre-Dame de la Théroudière (Tourny), Saint Martin d'Heudreville-sur-Eure ou sur Avre (Mesnil-sur- l'Estrée)
- 1135: abadia de Saint Michel de Bois-Aubry (Luzé, Indre-et-Loire)
- 1147: priorat de Saint Antonin de Montargis (Cambremer, Calvados), abadia d'Arcisses (Brunelles)
- 1150: abadia de Notre-Dame du Tronchet (Plerguer, Ille-et-Vilaine)
- 1185: abadia de Notre-Dame de la Pelice (Cherreau, Sarthe)
- 1516: abadia de Saint Méen (Bourseul)

A Anglaterra va haver-hi, entre d'altres, els priorats de Holycross (Illa de Wight), Andwell (prop de Basingstoke) i Muckelford (Dorsetshire); a Gal·les: Caldey (Caldey Islandy), Pill (Milford-Haven) i l'abadia de Saint Dogmael's (Cardigan); a Escòcia, les abadies de Kilwinning (sud-oest de Glasgow), Selkirk i Roxburgh (sud-est d'Edimburg), Lindores i diversos priorats, i a Irlanda: l'abadia de St. Mary's (Dublin) i el priorat de Glascarrig (Cahore Point)

## Extinció i integració amb Sant Maur
Probablement a causa de la seva riquesa, ja que era abadia reial, l'abadia va començar a decaure en la disciplina monàstica. Especialment el declivi s'accentuà des del moment que el rei va concedir l'abadiat a abats comandataris, sovint laics i estrangers, desvincultats de la congregació: els abats percebien els beneficis i rendes de l'abadia i la congregació i deixaven les qüestions internes en mans d'un prior, però això no garantia el manteniment de la disciplina. Entre aquests abats hi hagué el cardenal Jean du Bellay (1551-1561) i Hipòlit d'Este, cardenal de Ferrara (1561-1563). En 1562, els hugonots van prendre l'abadia de Tiron, causant-hi molts danys; en 1591 les tropes d'Enric I de Navarra hi feren un nou pillatge, que conduí a la pràctica desaparició de la vida monàstica.
El nomenament com a abat d'Henri de Bourbon-Verneuil, fill natural d'Enric IV de França, va voler reformar l'orde i fundà un col·legi a Tiron. En 1629 decidí d'integrar-ne els monestirs a la Congregació de Sant Maur de l'Orde de Sant Benet i en cridà monjos, que s'hi instal·laren i hi fundaren el primer col·legi de la congregació en 1630.
L'abadia de Tiron va arribar a tenir només una dotzena de monjos i en 1778 s'hi instal·là una acadèmia militar. Tancada en 1791, avui se'n conserva l'església abacial i part dels edificis monàstics de l'acadèmia.